# 3171 Wangshouguan
3171 Wangshouguan је астероид главног астероидног појаса са средњом удаљеношћу од Сунца која износи 3,187 астрономских јединица (АЈ).
Апсолутна магнитуда астероида је 10,8.